# Tony Battie
Tony Battie, né le 11 février 1976 à Dallas aux États-Unis, est un joueur américain de basket-ball. Il évolue aux postes d'ailier fort et de pivot.

## Carrière
Drafté le 25 juin 1997 en cinquième position par les Nuggets de Denver avec lesquels il joue une saison, il est échangé un plus tard, le 24 juin 1998, et envoyé au Celtics de Boston avec qui il effectue la majeure partie de sa carrière restant près de six saisons dans l'effectif. Il termine la saison 2003-2004 aux Cavaliers de Cleveland puis rejoint le Magic d'Orlando pour le deuxième gros contrat de sa carrière en restant quatre ans dans l'effectif, les Nets du New Jersey pour la saison 2009-2010 puis les 76ers de Philadelphie depuis le début de la saison 2010-2011.